# Marius Jacob

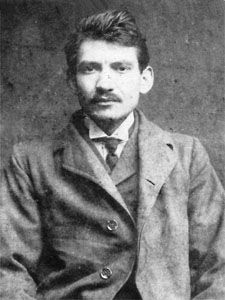
Marius Jacob

Marius Jacob sinh ra trong một gia đình tầng lớp lao động bình thường ở Marseille. Hắn có ước mơ được trở thành một thủy thủ chu du khắp thế giới.
Xin học việc trên một chuyến tàu từ Pháp đến Sydney, Jacob hi vọng được mở mang tầm mắt về một thế giới rộng lớn ngoài kia.
Thế nhưng, thực tế, thế giới không đẹp như hắn vốn nghĩ. Bệnh tật, bất công xã hội, hố sâu giàu nghèo quá lớn... đã giết chết ước mơ đẹp của hắn.
Trong một lần bị tống giam 6 tháng tù vì tham gia một hoạt động liên quan đến chính trị, Jacob cảm thấy khó hòa nhập cộng đồng.
Đây chính là bước ngoặt cuộc đời 'tên trộm huyền thoại' của hắn khi hắn quyết định sống 'ngoài vòng pháp luật'.
Vào ngày 3/7/1899, Jacob giả vờ bị điên để trốn 5 năm lao động công ích. Sau một thời gian bị 'giam lỏng' trong nhà thương điên, ngày 19/4/1900, Jacob trốn khỏi bệnh viện dưới sự giúp đỡ của một y tá nam và đi đến vùng Sete (miền nam nước Pháp).
Tại đây, hắn thành lập và chỉ đạo một nhóm các tay trộm với biệt danh là "Đầy tớ của Đêm" và bắt đầu thực hiện các vụ trộm khiến cảnh sát Pháp điên đầu.
Rất đơn giản, nguyên tắc Jacob đặt ra là: Không giết người (trừ trường hợp cần bảo vệ tính mạng); chỉ trộm đồ của các ông chủ bụng to, quan chức, lính, giáo sĩ; không bao giờ trộm của người hành nghề bác sĩ, giáo viên, nghệ sĩ...; nguyên tắc cuối cùng là số tiền/tài sản trộm được sẽ đầu tư vào những tổ chức phi chính phủ.
Tài nghệ của siêu đạo chích Marius Jacob có một tài nghệ đỉnh cao đó là có thể bẻ mọi loại khóa. Hắn là chuyên gia về khóa cửa thông thường và két sắt.
Với cơ thể nhỏ gọn, hắn có thể di chuyển nhẹ nhàng, mau lẹ trên các mái nhà của 'nạn nhân'.
Ước tính, giữa năm 1900 đến 1903, Jacob và đồng đảng đã thực hiện hơn 150 vụ trộm cắp tại Paris và nhiều tỉnh lân cận.
Trong một vụ trộm buộc phải giết cảnh sát để chạy trốn, Jacob và 2 đồng bọn bị bắt giữ.
Mặc dù trốn được án tử hình nhưng Jacob vẫn phải chịu lao động công ích tại Cayenne (ở Nam Mỹ).